# Sinocalanus tenellus
Sinocalanus tenellus is een eenoogkreeftjessoort uit de familie van de Centropagidae. De wetenschappelijke naam van de soort is voor het eerst geldig gepubliceerd in 1928 door Kikuchi K..